# Lilla Ässjö
Lilla Ässjö är en sjö i Svenljunga kommun i Västergötland och ingår i Viskans huvudavrinningsområde.